# Ценные бумаги, обеспеченные активами
Ценные бумаги, обеспеченные активами (Asset-backed security — ABS) — ценные бумаги, основывающиеся на пулах активов или имеющие обеспечение потоками наличных денежных средств, получаемых от активов. Эмиссия таких ценных бумаг, обеспеченных активами, производится путем действительной продажи активов на баланс SPV. Таким образом, сделки с такими ценными бумагами являются внебалансовой секьюритизацией, так как активы уходят с баланса финансового института — оригинатора.
Активы, составляющие такой пул, объединяют для того, чтобы небольшие и неэкономические активы приобрели ценность как объект инвестирования. Кроме того, диверсификация лежащих в основе пула активов позволяет снизить риск. Секъюритизация обеспечивает таким активам привлекательность в глазах инвесторов. Пулы активов могут основываться на самых разнообразных видах дебиторской задолженности, начиная с платежей по кредитной карте, автокредитов, ипотеке, заканчивая такими денежными потоками как платежи за аренду авиатехники, выплаты роялти (гонорара). Обычно секьюритизированные активы могут быть крайне неликвидными и обладать свойством индивидуального пользования.
Обычно принято различать ценные бумаги, обеспеченные ипотечным покрытием (ипотечные ценные бумаги, англ. Mortgage-backed Securities — MBS), и ценные бумаги, обеспеченные активами, не являющимися ипотечными кредитами (ABS в узком смысле).
К MBS, как правило, относят ценные бумаги, обеспеченные как жилой, так и коммерческой недвижимостью, а к ABS — ценные бумаги, обеспеченные другими видами потребительских кредитов, к примеру, автокредитами. Таким образом, термин ABS является объединяющим воедино все классы финансовых активов, a MBS — отдельным частным случаем.